# Понте дел’Олио
Понте дел'Олио (итал. Ponte dell'Olio) је насеље у Италији у округу Пјаченца, региону Емилија-Ромања.
Према процени из 2011. у насељу је живело 3984 становника. Насеље се налази на надморској висини од 215 м.

## Становништво
Према резултатима пописа становништва 2011. у општини је живело 4.936 становника.
| 1931. | 1936. | 1951. | 1961. | 1971. | 1981. | 1991. | 2001. | 2011. |
| ----- | ----- | ----- | ----- | ----- | ----- | ----- | ----- | ----- |
| 5.982 | 6.019 | 6.098 | 5.441 | 5.011 | 4.937 | 4.827 | 4.823 | 4.936 |